# 1130-1139
De jaren 1130-1139 (van de christelijke jaartelling) zijn een decennium in de 12e eeuw.

## Belangrijke gebeurtenissen

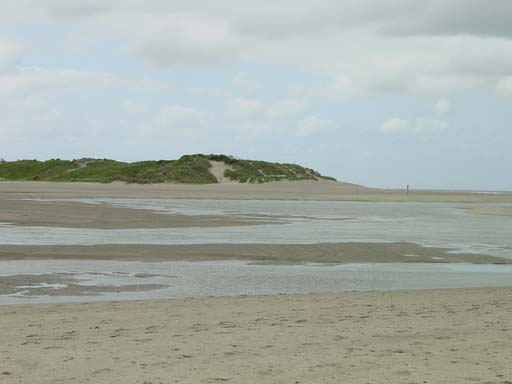
Het Zwin bij vloed gezien vanaf de Nederlandse kant naar de Belgische

### Christendom
- 1130 : Bij de dood van paus Honorius II breekt er een schisma uit in de kerk. Nog dezelfde dag worden paus Innocentius II en tegenpaus Anacletus II gekozen. De laatste weet uiteindelijk Rome in handen te krijgen, waardoor Innocentius gedwongen wordt naar Frankrijk te vluchten.
- 1130 : Het lijkt erop dat Anacletus de strijd om het pausdom gewonnen heeft. Hij sluit een overeenkomst met Rogier II van Sicilië. Ook heeft hij de steun van Willem X van Aquitanië. De steun maakt echter dat Lotharius III de kant van Innocentius kiest. Bovendien weet Innocentius in Frankrijk de steun van Bernard van Clairvaux te verwerven, op dat moment een van de invloedrijkste mannen binnen de kerk. Bernard maakt bovendien dat Engeland en Frankrijk de kant van Innocentius kiezen.
- 1133 :Lotharius verdrijft Anacletus uit Rome, waardoor Innocentius zich hier kan vestigen. Als dank voor zijn bemoeienis kroont Innocentius Lotharius tot keizer. Korte tijd later weet Anacletus Rome met steun van Rogier II van Sicilië te heroveren en ziet Innocentius zich opnieuw gedwongen te vluchten. Anacletus houdt Rome in handen tot zijn dood.
- 1138 : Anacletus sterft en wordt opgevolgd door Tegenpaus Victor IV (Gregorius), dit voor slechts enkele maanden.
- 1139 : Tweede Lateraans Concilie. Rogier II van Sicilië wordt geëxcommuniceerd. Rogier II neemt paus Innocentius gevangen en dwingt hem het Verdrag van Mignano te ondertekenen.

### West-Europa
- In 1131 wordt Adalbero III van Chiny benoemd tot bisschop van Verdun. Bij zijn benoeming is de stad Verdun onderdrukt door Reinoud I van Bar, die er een toren heeft gebouwd van waaruit zijn garnizoen de bevolking plundert. Adalbero slaagt erin om na drie jaar van vijandigheden de vrede te laten terugkeren, en hecht het graafschap Verdun aan bij het bisschoppelijk domein.
- 1135 : Koning Hendrik I van Engeland sterft, er zijn twee troonpretendenten, zijn dochter Mathilde van Engeland en de zoon van zijn zus, Stefanus van Engeland. Een periode van anarchie breekt uit.
- 1137 : Hertog Willem X van Aquitanië sterft, hij wordt opgevolgd door zijn dochter Eleonora. Hetzelfde jaar huwt ze met Lodewijk VII van Frankrijk.
- 1138 : De rijksedelen kiezen Koenraad III als rooms-koning. Ook in Duitsland breekt er een burgeroorlog uit.

### Lage Landen
- 1132 : Ontstaan van de Abdij van Orval, wanneer zeven cisterciënzers er zich er vestigen. Ook de Abdij van Berne wordt gesticht.
- 1134 : Het zuidwesten van Nederland wordt getroffen door een stormvloed. Daardoor ontstaat het Zwin in het tegenwoordige Zeeuws-Vlaanderen, en worden de duinen bij Monster en Naaldwijk weggeslagen.
- 1139 : Walram Paganus van Limburg, hertog van Neder-Lotharingen sterft. Godfried II van Leuven en Hendrik II van Limburg eisen de titel op. Godfried trekt aan het langste eind. De familie Berthout legt zich hierbij niet neer, het begin van de Grimbergse Oorlogen.

<< · 1130 · 1131 · 1132 · 1133 · 1134 · 1135 · 1136 · 1137 · 1138 · 1139 · >>
<< · 1100-1109 · 1110-1119 · 1120-1129 · 1130-1139 · 1140-1149 · 1150-1159 · 1160-1169 · 1170-1179 · 1180-1189 · 1190-1199 · >>